# Colony of Rhode Island and Providence Plantations

Die Flagge

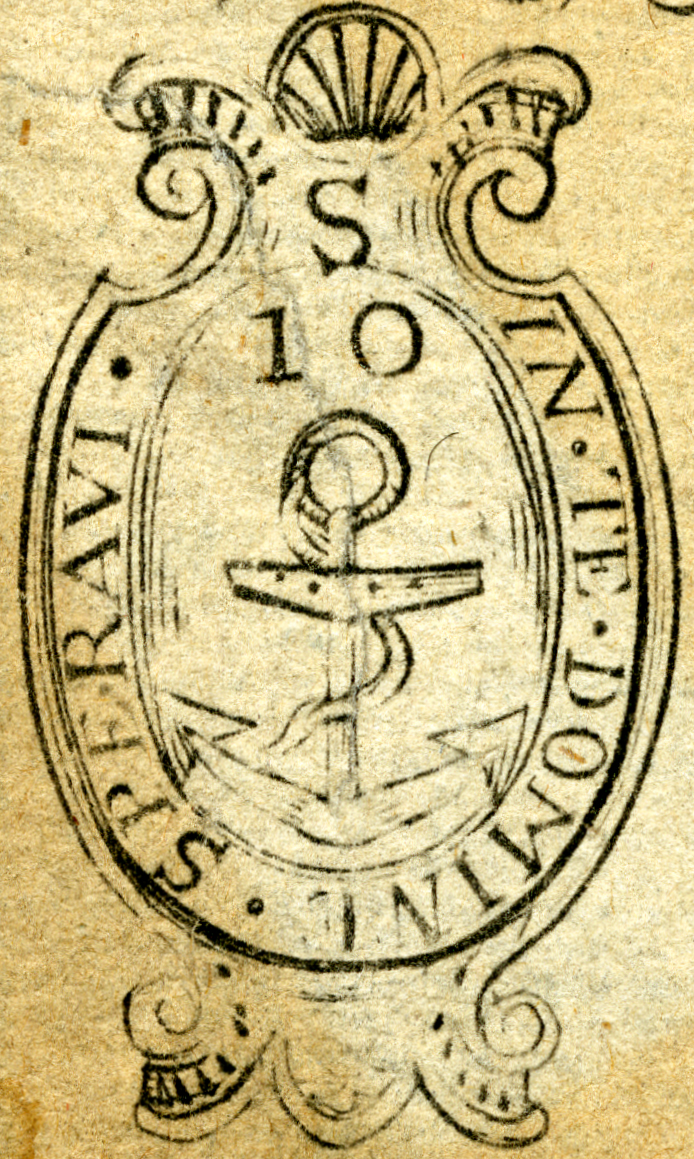
Amtssiegel der Colony of Rhode Island and Providence Plantations

Die Colony of Rhode Island and Providence Plantations (1636–1776) war eine der Dreizehn Kolonien in Nordamerika, die sich 1776 in der Unabhängigkeitserklärung der Vereinigten Staaten vom Mutterland Großbritannien lossagten. Sie ist der Vorläufer des Bundesstaats Rhode Island.

## Geschichte
1511 nahm erstmals ein europäischer Entdecker die Küsten des späteren Rhode Islands zur Kenntnis. Der portugiesische Seefahrer Miguel Corte-Real segelte an der Küste vorbei, ohne jedoch dort zu landen.
Teile des Gebiets wurden bereits zu Beginn des 17. Jahrhunderts von der niederländischen Kolonie Nieuw Nederland beansprucht, blieben aber nur wenig besiedelt. Die englische Kolonie, die später die Bezeichnung Rhode Island and Providence Plantations erhielt, wurde 1636 von dem Anthropologen, Staatsphilosophen, Politiker und Theologen Roger Williams gegründet, einem Baptisten, der aus der puritanischen Massachusetts Bay Colony verbannt worden war. Die von Williams entworfene Verfassung der Kolonie war demokratisch und gewährte den Angehörigen aller Denominationen volle Glaubens- und Gewissensfreiheit. Rhode Island verbot bereits 1652 die Sklaverei. Unter der königlichen Satzung von 1663 wurden bis Ende der Kolonialherrschaft Gouverneure ernannt. Nur zwischen 1686 und 1689 fungierte Sir Edmund Andros als Gouverneur des Dominion of New England, welches Rhode Island miteinschloss.
Nachdem Rhode Island im Herbst 1775 seine Unabhängigkeitserklärung ratifiziert hatte, wurde der königliche Gouverneur Nicholas Cooke im November 1775 auch in das Amt des Gouverneurs des neuen Staates gewählt. Am 4. Mai 1776 erklärte sich die Colony of Rhode Island and Providence Plantations als erste der Dreizehn Kolonien endgültig vom Königreich Großbritannien los. Am 29. Mai 1790 wurde Rhode Island der 13. Bundesstaat der USA.

## Bevölkerungsentwicklung
| Jahr | Einwohner | ±%       |
| ---- | --------- | -------- |
| 1640 | 300       | —        |
| 1650 | 785       | +161,7 % |
| 1660 | 1.539     | +96,1 %  |
| 1670 | 2.155     | +40,0 %  |
| 1680 | 3.017     | +40,0 %  |
| 1690 | 4.224     | +40,0 %  |
| 1700 | 5.894     | +39,5 %  |
| 1710 | 7.573     | +28,5 %  |
| 1720 | 11.680    | +54,2 %  |
| 1730 | 16.950    | +45,1 %  |
| 1740 | 25.255    | +49,0 %  |
| 1750 | 33.226    | +31,6 %  |
| 1760 | 45.471    | +36,9 %  |
| 1770 | 58.196    | +28,0 %  |
| 1774 | 59.607    | +2,4 %   |
| 1780 | 52.946    | −11,2 %  |